# Пеннинк, Джон
Джон Пеннинк (англ. John Pennink, полное имя Йохан Херард Адриан Пеннинк, нидерл. Johan Gerard Adriaan Pennink; 23 июня 1930, Батавия — 31 августа 2008, Хантингдон-Вэлли, округ Монтгомери, штат Пенсильвания) — американский пианист нидерландского происхождения.
Родился в семье нидерландского колониального чиновника Йохана Виллема Карела Пеннинка (1892—1945), во время японской оккупации Индонезии погибшего в концентрационном лагере на окраине Батавии незадолго до капитуляции Японии. По материнской линии правнук генерала Карела ван дер Хейдена, командовавшего силами КНИЛ в ходе балийской кампании 1848 года, а также на значительном этапе Ачехской войны.
По окончании Второй мировой войны вместе с семьёй вернулся в Нидерланды. Окончил Амстердамскую консерваторию (1950), ученик Виллема Андриссена. Затем учился также в Париже (у Жака Феврие и Маргерит Лонг) и в Кёртисовском институте. В середине 1950-х гг. концертировал в Нидерландах, однако затем преимущественно выступал в США, в том числе с Филадельфийским оркестром под управлением Юджина Орманди; с ними же осуществил премьерную запись Пассакальи, речитатива и фуги Ричарда Ярдумяна (1960).
Завершил карьеру в конце 1970-х гг.